# Дидони, Микеле
Микеле Дидони (итал. Michele Didoni; род. 7 марта 1974, Милан) — итальянский легкоатлет, специалист по спортивной ходьбе. Выступал на профессиональном уровне в 1991—2006 годах, чемпион мира, обладатель серебряной и бронзовой медалей Средиземноморских игр, призёр Кубков мира и Европы, победитель первенств национального значения, участник двух летних Олимпийских игр. Тренер по спортивной ходьбе.

## Биография
Микеле Дидони родился 7 марта 1974 года в Милане, Ломбардия.
Первого серьёзного успеха на международном уровне добился в сезоне 1991 года, когда вошёл в состав итальянской сборной и выступил на юниорском европейском первенстве в Салониках, где выиграл бронзовую медаль в ходьбе на 10 000 метров.
В 1992 году в той же дисциплине стал шестым на юниорском мировом первенстве в Сеуле.
В 1993 году в дисциплине 10 000 метров одержал победу на юниорском европейском первенстве в Сан-Себастьяне.
В 1994 году в ходьбе на 5000 метров был четвёртым на чемпионате Европы в помещении в Париже, в ходьбе на 20 км закрыл десятку сильнейших на чемпионате Европы в Хельсинки.
В 1995 году на Кубке мира по спортивной ходьбе в Пекине финишировал пятым в личном зачёте 20 км и тем самым помог соотечественникам стать серебряными призёрами командного зачёта. На чемпионате мира в Гётеборге с личным рекордом 1:19:59 превзошёл всех соперников и завоевал золото.
В 1996 году на Кубке Европы по спортивной ходьбе в Ла-Корунье занял 27-е место в личном зачёте 20 км и стал бронзовым призёром командного зачёта. Благодаря череде удачных выступлений удостоился права защищать честь страны на летних Олимпийских играх в Атланте — в программе ходьбы на 20 км показал время 1:26:02, расположившись в итоговом протоколе соревнований на 34-й строке.
В 1997 году в дисциплине 20 км занял 63-е место на Кубке мира в Подебрадах, выиграл серебряную медаль на Средиземноморских играх в Бари, финишировал седьмым на чемпионате мира в Афинах.
На чемпионате Европы 1998 года в Будапеште показал на финише 20-километровой дистанции 11-й результат.
В 1999 году занял 58-е место в ходьбе на 50 км на Кубке мира в Мезидон-Канон, десятое место в ходьбе на 20 км на чемпионате мира в Севилье.
В 2000 году в дисциплине 20 км показал 14-й результат на Кубке Европы в Айзенхюттенштадте и 11-й результат на Олимпийских играх в Сиднее.
На чемпионате мира 2003 года в Париже с результатом 1:21:23 занял в ходьбе на 20 км 16-е место.
В 2004 году на Кубке мира в Наумбурге сошёл с дистанции 20 км, при этом итальянские ходоки стали бронзовыми призёрами командного зачёта.
В 2005 году занял 20-е место на Кубке Европы в Мишкольце, выиграл бронзовую медаль на Средиземноморских играх в Альмерии.
Завершил спортивную карьеру по окончании сезона 2006 года.
Впоследствии проявил себя на тренерском поприще, в частности занимался подготовкой олимпийского чемпиона Алекса Швацера.